# Bojthi Veres Gáspár
Bojthi Veres Gáspár (Bojt, 1595 körül – 1640 után) tanár, Bethlen Gábor titkára és I. Rákóczi György fejedelem udvari embere.

## Élete
Bojton született, ahol apja, Bojthi Veres János Bojthi Balázs szolgálatában állott és ez utóbbi szabadította föl. Bojthi Gáspár 1613-tól Debrecenben, majd Bethlen Gábor költségén Heidelbergben tanult (1617. január 17-étől 1620 novemberéig); midőn hazájába visszajött, nevelő volt (1621 októbere) Bethlen István mellett és marosvásárhelyi tanár. 1623-ban a fejedelem gyulafehérvári tanárrá és történetírójává tette, emellett a káptalan levéltárosa is volt. I. Rákóczi György fejedelemsége alatt, ki őt néha titkos követségekre is használta, és például Németországba küldte, 1640-ig találkozunk nevével.
Latin panegyrisét a fejedelemről még Heidelbergben írta. A Bethlen Gábor életét és tetteit 1614 elejéig feldolgozó történeti műve (De rebus gestis magni Gabrielis Bethlen libri XII. Bécs 1629) hiteles okmányok alapján, apologetikus célzattal készült. Bojti szerkesztette a Károlyi Zsuzsanna temetése alkalmából kiadott latin és magyar nyelvű beszédgyűjteményeket (Exequriae principales. 1624), mely számos értékes genealógiai adatot tartalmaz.

## Munkái
- Panegyris in excellentissimas heroi, cas omnique admiratione dignissimas laudes, seren. et potentiss. principis ac domini Gabr. Bethlen. Heidelbergae, 1617.
- De omnipotentia dei ejusque abusu respondente Casparo V. Bojthino. Uo. 1620.
- Exequiarum caeremonialium… libelli duo. (Gyulafehérvár), 1624. (Károlyi Zsuzsánna temetése alkalmával beszéd és imádság.)
- Caspari Bojtini De rebus gestis magni Gabirelis Betlen libri XII. Bécs, 1809. (Engel János Ker., Monum. Ungarica-jában 237–444. l. Ezen nagy munkájából csak három könyv jelent meg; a négy első kéziratban a gróf Telekiek marosvásárhelyi könyvtárába, három a nagyenyedi könyvtárba került, a többi elveszett.)
- Bojti Veres Gáspár dicsőítő éneke Bethlen Gábor tiszteletére / Casparis Weres Boithini panegyris in laudes Gabrielis Bethlen; ford. Tóth Béla, tan. Makkai László; Hazafias Népfront Bethlen-Emlékbizottsága, Bp., 1980

Írt még egy latin ódát Bethlen Gáborhoz intézve alkaeusi mértékben (8 versszak) a reformatió első százados ünnepe alkalmából; Epigramma Fehérvári (Albensis) Jánoshoz és latin dicsvers Jászberényi Mátyáshoz intézve 1617-ben Heidelbergben jelentek meg.
Kéziratban: Bethlen Gábor nemzetségéről egy ívnyi eredeti latin munka (gr. Kemény József gyűjteményével az Erdélyi Múzeumba került.)